# Europarlamentari della Francia della III legislatura
Gli europarlamentari della Francia della III legislatura, eletti in occasione delle elezioni europee del 1989, furono i seguenti.

## Composizione storica
| Europarlamentare               | Lista                                                                      | Gruppo |
| ------------------------------ | -------------------------------------------------------------------------- | ------ |
| Sylviane Ainardi               | Partito Comunista Francese                                                 | CG     |
| Jean-Marie Alexandre           | Maggioranza di Progresso per l'Europa (Partito Socialista)                 | SOC    |
| Claude Allègre                 | Maggioranza di Progresso per l'Europa (Partito Socialista)                 | SOC    |
| Michèle Alliot-Marie           | Unione UDF-RPR (Raggruppamento per la Repubblica)                          | ADE    |
| Didier H.M.F. Anger            | I Verdi                                                                    | GV     |
| Bernard Antony                 | Fronte Nazionale                                                           | GTDE   |
| Marie-Christine Aulas          | I Verdi                                                                    | GV     |
| Claude Autant-Lara             | Fronte Nazionale                                                           | GTDE   |
| Michèle Barzach                | Unione UDF-RPR (Raggruppamento per la Repubblica)                          | ADE    |
| Charles E. Baur                | Unione UDF-RPR (Unione per la Democrazia Francese - PSD)                   | LDR    |
| Jean-Paul Benoit               | Maggioranza di Progresso per l'Europa (Partito Socialista)                 | SOC    |
| Pierre Bernard-Reymond         | Centro per l'Europa (Centro dei Democratici Sociali)                       | PPE    |
| Yvan M. Blot                   | Fronte Nazionale                                                           | GTDE   |
| Alain Bombard                  | Maggioranza di Progresso per l'Europa (Partito Socialista)                 | SOC    |
| Jean-Louis Borloo              | Centro per l'Europa (Indipendente)                                         | NI     |
| Jean-Louis Bourlanges          | Centro per l'Europa (Indipendente)                                         | PPE    |
| Yvon Briant                    | Unione UDF-RPR (Centro Nazionale degli Indipendenti)                       | ADE    |
| Martine Buron                  | Maggioranza di Progresso per l'Europa (Partito Socialista)                 | SOC    |
| Gérard Caudron                 | Maggioranza di Progresso per l'Europa (Partito Socialista)                 | SOC    |
| Pierre M.A. Ceyrac             | Fronte Nazionale                                                           | GTDE   |
| Henry Chabert                  | Unione UDF-RPR (Raggruppamento per la Repubblica)                          | ADE    |
| Claude Cheysson                | Maggioranza di Progresso per l'Europa (Partito Socialista)                 | SOC    |
| Yves Cochet                    | I Verdi                                                                    | GV     |
| Jean-Pierre Cot                | Maggioranza di Progresso per l'Europa (Partito Socialista)                 | SOC    |
| Marie-José Denys               | Maggioranza di Progresso per l'Europa (Partito Socialista)                 | SOC    |
| Mireille Conception Domenech   | Partito Comunista Francese                                                 | CG     |
| Philippe J.G. Douste-Blazy     | Centro per l'Europa (Centro dei Democratici Sociali)                       | PPE    |
| Laurent Fabius                 | Maggioranza di Progresso per l'Europa (Partito Socialista)                 | SOC    |
| Solange Fernex                 | I Verdi                                                                    | GV     |
| Nicole Fontaine                | Centro per l'Europa (Centro dei Democratici Sociali)                       | PPE    |
| Gérard R.P. Fuchs              | Maggioranza di Progresso per l'Europa (Partito Socialista)                 | SOC    |
| Yves A.R. Galland              | Unione UDF-RPR (Partito Radicale)                                          | LDR    |
| Max Gallo                      | Maggioranza di Progresso per l'Europa (Partito Socialista)                 | SOC    |
| Valéry Giscard d'Estaing       | Unione UDF-RPR (Unione per la Democrazia Francese)                         | LDR    |
| Bruno Gollnisch                | Fronte Nazionale                                                           | GTDE   |
| Maxime François Gremetz        | Partito Comunista Francese                                                 | CG     |
| François Guillaume             | Unione UDF-RPR (Raggruppamento per la Repubblica)                          | ADE    |
| Robert E.V. Hersant            | Unione UDF-RPR (Unione per la Democrazia Francese)                         | LDR    |
| Philippe A.R. Herzog           | Partito Comunista Francese                                                 | CG     |
| Jean-François Hory             | Maggioranza di Progresso per l'Europa (Movimento dei Radicali di Sinistra) | SOC    |
| Claire Joanny                  | I Verdi                                                                    | GV     |
| Alain Juppé                    | Unione UDF-RPR (Raggruppamento per la Repubblica)                          | ADE    |
| Jeannou Lacaze                 | Unione UDF-RPR (Centro Nazionale degli Indipendenti)                       | LDR    |
| Alain Lamassoure               | Unione UDF-RPR (Unione per la Democrazia Francese)                         | LDR    |
| Pierre Lataillade              | Unione UDF-RPR (Raggruppamento per la Repubblica)                          | ADE    |
| Jean-Marie Le Chevallier       | Fronte Nazionale                                                           | GTDE   |
| Martine Lehideux               | Fronte Nazionale                                                           | GTDE   |
| Jean-Marie Le Pen              | Fronte Nazionale                                                           | GTDE   |
| Alain Madelin                  | Unione UDF-RPR (Partito Repubblicano)                                      | LDR    |
| Christian De La Malène         | Unione UDF-RPR (Raggruppamento per la Repubblica)                          | ADE    |
| Claude Malhuret                | Unione UDF-RPR (Partito Repubblicano)                                      | LDR    |
| Alain Marleix                  | Unione UDF-RPR (Raggruppamento per la Repubblica)                          | ADE    |
| Simone M.M. Martin             | Unione UDF-RPR (Partito Repubblicano)                                      | LDR    |
| Sylvie Mayer                   | Partito Comunista Francese                                                 | CG     |
| Nora Mebrak-Zaïdi              | Maggioranza di Progresso per l'Europa (Apparentato PS)                     | SOC    |
| Bruno Mégret                   | Fronte Nazionale                                                           | GTDE   |
| Gérard P.M.J. Monnier-Besombes | I Verdi                                                                    | GV     |
| Jean-Thomas Nordmann           | Unione UDF-RPR (Partito Radicale)                                          | LDR    |
| Jean-Claude Pasty              | Unione UDF-RPR (Raggruppamento per la Repubblica)                          | ADE    |
| Nicole Péry                    | Maggioranza di Progresso per l'Europa (Partito Socialista)                 | SOC    |
| René-Emile Piquet              | Partito Comunista Francese                                                 | CG     |
| Alain Pompidou                 | Unione UDF-RPR (Raggruppamento per la Repubblica)                          | ADE    |
| Jean-Pierre Raffarin           | Unione UDF-RPR (Partito Repubblicano)                                      | LDR    |
| Marc Reymann                   | Unione UDF-RPR (Centro dei Democratici Sociali)                            | PPE    |
| Frédéric Rosmini               | Maggioranza di Progresso per l'Europa (Partito Socialista)                 | SOC    |
| Henri Saby                     | Maggioranza di Progresso per l'Europa (Partito Socialista)                 | SOC    |
| André Sainjon                  | Maggioranza di Progresso per l'Europa (Indipendente)                       | SOC    |
| Léon Schwartzenberg            | Maggioranza di Progresso per l'Europa (Apparentato PS)                     | SOC    |
| Max Simeoni                    | I Verdi (Unione del Popolo Corso)                                          | ARC    |
| Jacques Tauran                 | Fronte Nazionale                                                           | GTDE   |
| Djida Tazdaït                  | I Verdi                                                                    | GV     |
| Bernard Thareau                | Maggioranza di Progresso per l'Europa (Partito Socialista)                 | SOC    |
| Catherine Trautmann            | Maggioranza di Progresso per l'Europa (Partito Socialista)                 | SOC    |
| Dick Ukeiwé                    | Unione UDF-RPR (Raggruppamento per la Repubblica)                          | ADE    |
| Marie-Claude Vayssade          | Maggioranza di Progresso per l'Europa (Partito Socialista)                 | SOC    |
| Simone Veil                    | Centro per l'Europa (Unione per la Democrazia Francese)                    | LDR    |
| Jacques Vernier                | Unione UDF-RPR (Raggruppamento per la Repubblica)                          | ADE    |
| Yves Verwaerde                 | Unione UDF-RPR (Partito Repubblicano)                                      | LDR    |
| Antoine Waechter               | I Verdi                                                                    | GV     |
| Francis Wurtz                  | Partito Comunista Francese                                                 | CG     |
| Adrien G.H. Zeller             | Centro per l'Europa (Centro dei Democratici Sociali)                       | PPE    |

## Modifiche intervenute

### Unione UDF-RPR
- A seguito della rinuncia al seggio di François Léotard (UDF), è eletto Simone Martin.
- In data 16.10.1989 a Alain Juppé subentra François Musso (RPR).
- In data 04.11.1989 a Michèle Barzach subentra Aymeri De Montesquiou Fezensac (Radicale).
- In data 04.11.1989 a Alain Madelin subentra Louis Lauga (RPR).
- In data 17.08.1992 a Yvon Briant subentra André Soulier (Repubblicano).
- In data 31.03.1993 a Michèle Alliot-Marie subentra André Fourçans (UDF, gruppo PPE, a seguito della rinuncia di Jean-Paul Hugot).
- In data 31.03.1993 a Alain Lamassoure subentra Guy Jean Guermeur (RPR).
- In data 16.04.1993 a Charles Baur subentra Michel Pinton (UDF, gruppo NI).
- In data 17.04.1993 a Claude Malhuret subentra Raymond Chesa (RPR).
- In data 17.04.1993 a Jacques Vernier subentra Charles de Gaulle (UDF, gruppo LDR, a seguito della rinuncia di Jean Roatta e di Alex Türk).
- In data 18.04.1993 a Aymeri de Montesquiou subentra Georges De Brémond d'Ars (UDF, gruppo PPE, a seguito della rinuncia di Jean-Jacques de Peretti, Didier Bariani e Philippe Marini).
- In data 10.06.1993 a Valéry Giscard d'Estaing subentra Jean-Paul Heider (RPR).
- In data 18.06.1993 a Alain Marleix subentra Janine Cayet (UDF, gruppo LDR).

### Maggioranza di Progresso per l'Europa
- In data 26.11.1989 a Claude Allègre subentra Michel Hervé (PS).
- In data 03.04.1992 a Laurent Fabius subentra Bernard Frimat (PS).

### Fronte Nazionale
- In data 05.09.1989 a Claude Autant-Lara subentra Jean-Claude Martinez.

### I Verdi
- In data 13.11.1991 a Solange Fernex subentra Dominique Voynet.
- In data 05.12.1991 a Gérard Monnier-Besombes subentra Gérard Onesta.
- In data 11.12.1991 a Claire Joanny subentra Marguerite-Marie Dinguirard.
- In data 11.12.1991 a Yves Cochet subentra Jean-Pierre Raffin.
- In data 11.12.1991 a Marie-Christine Aulas subentra Renée Conan.
- In data 11.12.1991 a Didier Anger subentra Bruno Boissière.
- In data 11.12.1991 a Dominique Voynet subentra Marie-Anne Isler-Béguin.
- In data 20.12.1991 a Antoine Waechter subentra Yves Frémion.
- In data 06.07.1992 a Renée Conan subentra Aline Archimbaud.

### Centro per l'Europa
- In data 06.04.1992 a Adrien Zeller subentra Michel Debatisse (CDS).
- In data 05.09.1992 a Jean-Louis Borloo subentra François Froment-Meurice (CDS).
- In data 31.03.1993 a Simone Veil subentra Jean-Marie Vanlerenberghe (CDS).
- In data 31.03.1993 a Philippe Douste-Blazy subentra Robert Delorozoy (Repubblicano, a seguito della rinuncia di Jean-Pierre Abelin).

### Partito Comunista Francese
- In data 12.02.1994 a Maxime Gremetz subentra Jean Querbes (a seguito della rinuncia di Rémy Auchedé).